# René Meléndez
René Orlando Meléndez Brito (María Elena, Chile, 29 de diciembre de 1928-Viña del Mar, Chile, 14 de noviembre de 2002) fue un futbolista chileno, figura clave para los dos primeros títulos nacionales de Primera División de Everton de Viña del Mar. En 1950 marcó el gol del triunfo en la final frente a Unión Española y en 1952, junto a la segunda estrella de Everton, se consagró como el goleador del campeonato con 30 goles. Junto a "Chicomito" Martínez se encuentra en el podio de máximos ídolos del club oro y cielo.
Además de jugar en Everton, se desempeñó en Universidad de Chile, O'Higgins, Unión La Calera —en donde consiguió el título de Segunda División en 1961—, Deportes Colchagua y Luis Cruz Martínez, en donde finalmente dejó el fútbol en el año 1964. Fue también seleccionado nacional entre los años 1950 y 1960.
Meléndez murió en el año 2002 víctima de un avanzado cáncer cerebral. Sus restos se encuentran sepultados en el Cementerio Santa Inés.

## Trayectoria
Nacido en la Oficina salitrera Pedro de Valdivia en 1928, para 1947 se encontraba jugando fútbol en las ligas de Iquique, en donde fue contactado por el dirigente de Everton Ramón Osorio para ir a Viña del Mar a probarse en el equipo, antes de que Santiago Morning se le adelantara para integrarlo a sus filas.
A su llegada a la Ciudad Jardín en noviembre de ese año, jugó un partido amistoso frente al amateur Ranking en las canchas de la CRAV, la Compañía Refinera de Azúcar de Viña del Mar. Meléndez marcó cuatro goles en ese partido, lo que hizo que los dirigentes evertonianos le ofrecieran un contrato de forma inmediata. Para esa fecha ya estaban cerradas las incorporaciones, por lo que su debut oficial se concretó al año siguiente en un partido frente a Magallanes en El Tranque(actual sausalito), en donde marcó los dos goles de Everton en la victoria por 2 goles a 1.
Para el Campeonato de 1950 Everton cumplió una buena campaña de la mano del entrenador argentino Martín García y definió el título con Unión Española en el Estadio Nacional debido a una igualdad de puntaje. En esa final Meléndez se convirtió en el héroe de la jornada convirtiendo el gol del triunfo al minuto 12 del primer tiempo de alargue, lo que significó que el cuadro de Everton se proclamara campeón por primera vez en su historia.
Dos años más tarde en el torneo de 1952 Meléndez guio a su equipo a su segunda estrella al marcar tres de los cuatro goles con los que el conjunto Oro y Cielo doblegó por 4:0 a Audax Italiano, convirtiéndose así en inalcanzable para Colo-Colo varias fechas antes de terminado el campeonato. Meléndez fue finalmente el goleador del torneo con 30 goles.
Sus buenas presentaciones hicieron que varios clubes quisieran contar con sus servicios, pero Everton mantuvo la presión hasta fines de 1956, cuando fue fichado por la Universidad de Chile. Con su nuevo equipo jugó dos temporadas, alcanzando dos subcampeonatos de Primera División.
En 1959 René Meléndez se convirtió en refuerzo de O'Higgins de Rancagua, logrando una gran actuación quedando en tercer lugar. Para el siguiente año, O'Higgins se perfilaba como favorito para obtener su primer título ya que en sus filas tenía a varias figuras como Jorge Robledo, Jaime Ramírez, Federico Vairo y el mismísimo Meléndez. Sin embargo, la campaña no fue buena y el equipo solo alcanzó la medianía de la tabla. En su paso por Rancagua anotó 23 conquistas.
Para 1961 Meléndez fichó por Unión La Calera, cuadro de Segunda División. Al final del campeonato La Calera consiguió el título y subió por primera vez a la División de Honor. Al año siguiente Unión La Calera se ubicó en la medianía de la tabla en Primera División.
En 1964 Meléndez jugó nuevamente en Segunda, esta vez en Deportes Colchagua de San Fernando, así como también al siguiente año en Luis Cruz Martínez de Curicó, en donde puso fin a su trayectoria como futbolista.
Luego de terminar su carrera volvió a Everton para trabajar en las divisiones inferiores y como descubridor de talentos. Dejado el fútbol trabajó en un taxi en las afueras del Casino de Viña del Mar.

## Selección nacional
Fue convocado por el entrenador Francisco Platko para conformar el plantel de preparación previo al Mundial de 1950, en donde Chile se clasificó debido a la deserción de la selección de Argentina, pero la llegada al banco de Alberto Buccicardi y la incorporación del delantero Jorge Robledo, proveniente del Newcastle United, relegaron su titularidad y finalmente no fue considerado para el plantel mundialista.
Meléndez se afirmó en la titularidad para el Campeonato Panamericano de 1952, celebrado en Chile. También participó de las clasificatorias para los Mundiales de 1954 y 1958, sin poder lograr la clasificación y del Campeonato Sudamericano 1955.
Tuvo participación en victorias destacadas de la selección chilena. En 1956, en el Sudamericano de Montevideo marcó uno de los tantos en la victoria 4:1 sobre Brasil, en la que fue la primera victoria de la Roja ante ese cuadro. En 1959 participó en la despedida de Sergio Livingstone en donde Chile derrotó a Argentina por primera vez, ganándole por 4:2.
Además, hasta hace muy poco poseía el récord de asistencias en la historia de la Copa América con un total de 9 pases gol. Cifra solamente igualada y luego superada por Lionel Messi en la pasada Copa América Centenario del año 2016, cuando al habilitar a su compatriota Gonzalo Higuaín en el encuentro de semifinales contra Estados Unidos, alcanzó el nuevo récord de 10 asistencias (Estados Unidos 0, Argentina 4).
El técnico Fernando Riera lo llamó para formar parte del proceso en miras al Mundial de 1962, en donde participó de la gira de la selección a Europa, pero al final no fue considerado para jugar en la Copa del Mundo.
Sin duda alguna, René Orlando Meléndez Brito quedará por siempre incluido en el selecto grupo de los más grandes futbolistas chilenos de todos los tiempos.

### Participaciones en Copa América
| Torneo                       | Sede                  | Resultado             | Partidos | Goles |
| ---------------------------- | --------------------- | --------------------- | -------- | ----- |
| Campeonato Sudamericano 1953 | Perú                  | Cuarto lugar          | 6        | 0     |
| Campeonato Sudamericano 1955 | Chile                 | Segundo lugar         | 5        | 3     |
| Campeonato Sudamericano 1956 | Uruguay               | Segundo lugar         | 4        | 1     |
| Total en Copa América        | Total en Copa América | Total en Copa América | 15       | 4     |

## Clubes
| Club                 | País  | Año       |
| -------------------- | ----- | --------- |
| Everton              | Chile | 1948-1956 |
| Universidad de Chile | Chile | 1957-1958 |
| O'Higgins            | Chile | 1959-1960 |
| Unión La Calera      | Chile | 1961-1962 |
| Deportes Colchagua   | Chile | 1963      |
| Luis Cruz Martínez   | Chile | 1964      |

## Palmarés

### Campeonatos nacionales
| Título           | Club            | País  | Año  |
| ---------------- | --------------- | ----- | ---- |
| Primera División | Everton         | Chile | 1950 |
| Primera División | Everton         | Chile | 1952 |
| Segunda División | Unión La Calera | Chile | 1961 |

### Distinciones individuales
| Distinción                   | Año  |
| ---------------------------- | ---- |
| Goleador de Primera División | 1952 |